# Лірики Transcendent'a (літературне угруповання)
Лі́рики Transcendent'a (скорочено — Лі́рики Т) — сучасна новоформативна поетична група.

## Історія
Утворилася у 2003 р. гутіркою вінницьких поетів, які входили до складу ЛІТО «Сучасник» при Вінницькому педагогічному інституті (нині — університеті). До групи увійшли літератори — Акімова Марина Петрівна (Elster), Борозєнцев Леонід  Леонідович, Броварна Юлія Валентинівна, Іванова Наталія Іванівна, Негода Сергій Петрович, Стебелєв Андрій Валентинович.
У маніфесті, поширеному на фестивалі авангардної творчості «Версії А-2» у Вінниці в травні 2003 р., учасники групи проголосили про вичерпаність епохи постмодерну і початок ери трансценденту. У колективній збірці «Ключи» (2005), подальших численних спільних публікаціях в періодиці та антології «Книга Лірики» (2013) вони представили результати власних творчих пошуків «за межами» постмодернізму, долучились до сучасного фестивального поетичного руху в Україні, беручи участь у літературних фестивалях поезії, гастролюючи з тематичними турами та поширюючи творчість у мережі Інтернет.
Група виступила ініціатором регіональних видавничих проектів — збірок поезій «Змах крила» (2003), «Маскарад» (2004), літературних газет «Поле літературне», «Літтерра», організатором щорічного конкурсу одного вірша «Малахітовий носоріг» (з 2001 р.), всеукраїнського фестивалю поезії на Поділлі «Підкова Пегаса»" (з 2006 р.), громадської ініціативи «Вінницький Дім поета» (з 2009 р.), щорічних Трансцендентальних читань в Канаві (2010, 2011).
З 2008 р. реалізується проект «Лірики +» з долученням до зусиль Ліриків Т літераторів з інших міст України.
|                     | Широкі контакти «Ліриків», їхня відкритість світові, людям не дозволяють їм перебувати у герметичній шкарлупці індивідуальних пошуків. Вони (магнетичним!) магнітом притягують до себе споріднені душі |
| — Олександр ЗОЛЬВОВ | |

## Публікації
Збірки групи:
- «Ключи» (Вінниця: Континент-ПРИМ, 2005) (ISBN 966-516-219-5)[7];
- «Книга Лирики» (Вінниця: Нілан-ЛТД, 2013) (ISBN 978-966-2770-36-0)[8].

У колективних виданнях:
«Взмах крыла» (Вінниця, 2003), «Маскарад» (Вінниця, 2004), «Антологія сучасної новелістики та лірики України» (Канів, 2005), «Украина. Русская поэзия. ХХ век» (Київ, 2008), «Листья» (Остін, США, 2007), «Провинция» (Запоріжжя, 2006 та 2009), «Стых» (Дніпропетровськ, 2009), «Арт-ШУМ» (Дніпропетровськ, 2009), «Поле литературное» (Вінниця, 2010), SITIS (Канів, 2010), «Харківський міст» (Харків, 2010), «ЛАВА» (Харків, 2011), «Ощущение полета» (Луганськ, 2011), "ЛИТ-Ё (Харків, 2012), «Вінницький край» (Вінниця, 2012)) та ін.
Творчість широко представлена у мережі Інтернет, зокрема, на літературних порталах:
«Поезія та авторська пісня України» [Архівовано 3 вересня 2011 у Wayback Machine.];
«45-я параллель». Поэтический альманах № 15 (225) [Архівовано 18 липня 2014 у Wayback Machine.];
Сайт ЮРСП[недоступне посилання з жовтня 2019] та ін.

## Галерея
|                                                      |
| Леонід Борозєнцев на фестивалі «Підкова Пегаса-2010» |

|                                                                       |
| Андрій Стебелєв на фестивалі 2006 р. у Блумсбурзі (Пенсільванія, США) |

|                         |
| Марина Акімова (Elster) |

|                        |
| Наталія Іванова (2005) |

|                 |
| Лірики Т (2009) |

|                      |
| Сергій Негода (2011) |

|                      |
| Юлія Броварна (2011) |

|                 |
| Лірики Т (2011) |